# Trévoux
Trévoux är en kommun i departementet Ain i regionen Auvergne-Rhône-Alpes i östra Frankrike. Kommunen ligger  i kantonen Trévoux som ligger i arrondissementet Bourg-en-Bresse. Kommunens areal är 5,71 km². År 2022 hade Trévoux 6 931 invånare.

## Befolkningsutveckling
Antalet invånare i kommunen Trévoux
Referens: INSEE